# Aloiampelos
Aloiampelos je biljni rod jednosupnica iz porodice čepljezovki. Postoji sedam vrsta koje rastu na jugu Afrike. Po životnom obliku su sukulentni nanofanerofiti i kamefiti
Rod je opisan 2013. godine, a dotada su njezine vrste uključivane u rod Aloe.

## Vrste
1. Aloiampelos ciliaris (Haw.) Klopper & Gideon F.Sm.
2. Aloiampelos commixta (A.Berger) Klopper & Gideon F.Sm.
3. Aloiampelos decumbens (Reynolds) Klopper & Gideon F.Sm.
4. Aloiampelos gracilis (Haw.) Klopper & Gideon F.Sm.
5. Aloiampelos juddii (van Jaarsv.) Klopper & Gideon F.Sm.
6. Aloiampelos striatula (Haw.) Klopper & Gideon F.Sm.
7. Aloiampelos tenuior (Haw.) Klopper & Gideon F.Sm.